# Volley Lupi Santa Croce 2019-2020
Questa voce raccoglie le informazioni riguardanti la Volley Lupi Santa Croce nelle competizioni ufficiali della stagione 2019-2020.

## Stagione
La stagione 2019-20 è per la Volley Lupi Santa Croce, con il nome sponsorizzato di Kemas Lamipel Santa Croce, la trentaduesima, la quarta consecutiva, in Serie A2. Alla guida della squadra viene confermato Alessandro Pagliai, così come alcuni giocatori tra cui Alessandro Acquarone, Federico Bargi e Leonardo Colli: tra i nuovi acquisti quelli di Williams Padura, Jacopo Larizza e Riccardo Mazzon, mentre tra le cessioni quelle di Gordan Lyutskanov, Wagner da Silva e Jan Willem Snippe.
Il campionato si apre con due successi di fila, mentre la prima sconfitta arriva alla terza giornata ad opera dell'Emma Villas: nelle quattro giornate successive la squadra di Santa Croce sull'Arno si aggiudica tre gare su quattro disputate, mentre nelle ultime quattro giornate del girone di andata ottiene esclusivamente sconfitte, chiudendo al settimo posto in classifica, non utile per qualificarsi alla Coppa Italia di Serie A2/A3. Il girone di ritorno comincia con tre partite perse, per poi vincerne cinque consecutivamente fino a quando, dopo la ventesima giornata, il campionato viene prima sospeso e poi definitivamente interrotto a causa del diffondersi in Italia della pandemia di COVID-19: al momento dell'interruzione la squadra stazionava al sesto posto in classifica.

## Organigramma societario
Area direttiva
- Presidente: Sergio Balsotti
- Vicepresidente: Alberto Lami

Area tecnica
- Allenatore: Alessandro Pagliai
- Allenatore in seconda: Cezar Douglas
- Scout man: Matteo Morando
- Responsabile settore giovanile: Gianluca Bastiani

Area comunicazione
- Ufficio stampa: Francesco Rossi, Andrea Costanzo
- Relazioni esterne: Andrea Landi
- Fotografo: Veronica Gentile

Area marketing
- Responsabile ufficio marketing: Alberto Lami

Area sanitaria
- Medico: Angelo Scaduto
- Preparatore atletico: Diego Alpi, Edoardo Ciabattini
- Fisioterapista: Alessandro Rocchini, Enrico Sergi

## Rosa
| N° | Nome                     | Ruolo | Data di nascita   | Nazionalità sportiva |
| -- | ------------------------ | ----- | ----------------- | -------------------- |
| 1  | Matheus Krauchuk         | O     | 4 novembre 1997   | Brasile              |
| 2  | Federico Bargi           | C     | 9 dicembre 1993   | Italia               |
| 5  | Matteo Mannucci          | O     | 8 agosto 2000     | Italia               |
| 6  | Andrea Andreini          | L     | 26 maggio 1997    | Italia               |
| 7  | Williams Padura          | O     | 24 ottobre 1986   | Italia               |
| 8  | Leonardo Di Marco        | P     | 22 gennaio 2002   | Italia               |
| 9  | Alessandro Acquarone     | P     | 20 settembre 1999 | Italia               |
| 10 | Jacopo Larizza           | C     | 22 agosto 1998    | Italia               |
| 11 | Damiano Catania          | L     | 28 marzo 2001     | Italia               |
| 12 | Antonio Jun Lavanga      | P     | 10 aprile 1999    | Italia               |
| 13 | Francesco Turri Prosperi | S     | 13 giugno 2001    | Italia               |
| 14 | Alberto Marra            | C     | 18 novembre 1998  | Italia               |
| 16 | Leonardo Colli           | S     | 15 marzo 1996     | Italia               |
| 17 | Riccardo Mazzon          | S     | 31 gennaio 1996   | Italia               |
| 18 | Renato Russomanno        | S     | 5 gennaio 1983    | Brasile              |

## Mercato
| Acquisti | Acquisti                 | Acquisti            | Acquisti   |
| R.       | Nome                     | da                  | Modalità   |
| -------- | ------------------------ | ------------------- | ---------- |
| L        | Damiano Catania          | Leverano            | definitivo |
| P        | Leonardo Di Marco        | Club Italia         | definitivo |
| O        | Matheus Krauchuk         | Al-Najma            | definitivo |
| C        | Jacopo Larizza           | Potentino           | definitivo |
| P        | Antonio Jun Lavanga      | Potentino           | definitivo |
| C        | Alberto Marra            | Rinascita Lagonegro | definitivo |
| S        | Riccardo Mazzon          | Materdomini         | definitivo |
| O        | Williams Padura          | Marconi             | definitivo |
| S        | Renato Russomanno        | Maringaense         | definitivo |
| S        | Francesco Turri Prosperi | Scandicci           | definitivo |

| Cessioni | Cessioni            | Cessioni        | Cessioni   |
| R.       | Nome                | a               | Modalità   |
| -------- | ------------------- | --------------- | ---------- |
| S        | Leonardo Baciocco   | Cisano          | definitivo |
| P        | Daniele Crò         | ?               | definitivo |
| O        | Wagner da Silva     | Olimpia Bergamo | definitivo |
| L        | Daniele Ferraro     | Team Volley     | definitivo |
| C        | Mario Ferraro       | Tuscania        | definitivo |
| S        | Michele Grassano    | Bari            | definitivo |
| O        | Matheus Krauchuk    | KB Stars        | definitivo |
| P        | Antonio Jun Lavanga | ?               | definitivo |
| S        | Gordan Lyutskanov   | Levski Sofia    | definitivo |
| C        | Andrea Miselli      | Tricolore       | definitivo |
| S        | Jan Willem Snippe   | M&G             | definitivo |
| L        | Filippo Taliani     | ?               | definitivo |
| O        | Vincenzo Tamburo    | ?               | definitivo |

## Risultati

### Serie A2

#### Girone di andata
| 1ª giornata - 20 ottobre 2019 PalaParenti, Santa Croce sull'Arno   | Lupi Santa Croce  | 3 - 0 | Materdomini         | 25-21, 26-24, 25-17               |
| 2ª giornata - 27 ottobre 2019 PalaManera, Mondovì                  | Mondovì           | 0 - 3 | Lupi Santa Croce    | 23-25, 20-25, 23-25               |
| 3ª giornata - 3 novembre 2019 PalaMensSana, Siena                  | Emma Villas       | 3 - 1 | Lupi Santa Croce    | 25-15, 25-15, 20-25, 25-23        |
| 4ª giornata - 9 novembre 2019 PalaParenti, Santa Croce sull'Arno   | Lupi Santa Croce  | 3 - 0 | Tricolore           | 25-19, 25-23, 25-15               |
| 5ª giornata - 17 novembre 2019 PalaSanFilippo, Brescia             | Atlantide Brescia | 3 - 1 | Lupi Santa Croce    | 26-24, 21-25, 25-19, 26-24        |
| 6ª giornata - 24 novembre 2019 PalaParenti, Santa Croce sull'Arno  | Lupi Santa Croce  | 3 - 0 | Rinascita Lagonegro | 25-17, 29-27, 25-16               |
| 7ª giornata - 1º dicembre 2019 PalaParenti, Santa Croce sull'Arno  | Lupi Santa Croce  | 3 - 1 | Libertas Brianza    | 21-25, 25-17, 25-23, 25-23        |
| 8ª giornata - 8 dicembre 2019 Palazzetto dello sport, Bergamo      | Olimpia Bergamo   | 3 - 0 | Lupi Santa Croce    | 33-31, 25-22, 25-21               |
| 9ª giornata - 15 dicembre 2019 PalaParenti, Santa Croce sull'Arno  | Lupi Santa Croce  | 2 - 3 | Impavida Ortona     | 13-25, 24-26, 26-24, 25-14, 14-16 |
| 10ª giornata - 22 dicembre 2019 PalaGrotte, Castellana Grotte      | New Mater         | 3 - 1 | Lupi Santa Croce    | 25-20, 22-25, 25-18, 25-21        |
| 11ª giornata - 26 dicembre 2019 PalaParenti, Santa Croce sull'Arno | Lupi Santa Croce  | 1 - 3 | Peimar              | 15-25, 25-20, 21-25, 19-25        |

#### Girone di ritorno
| 12ª giornata - 5 gennaio 2020 PalaGrotte, Castellana Grotte       | Materdomini         | 3 - 1 | Lupi Santa Croce  | 25-23, 23-25, 25-20, 25-19        |
| 13ª giornata - 12 gennaio 2020 PalaParenti, Santa Croce sull'Arno | Lupi Santa Croce    | 2 - 3 | Mondovì           | 25-20, 21-25, 25-21, 25-27, 10-15 |
| 14ª giornata - 19 gennaio 2020 PalaParenti, Santa Croce sull'Arno | Lupi Santa Croce    | 1 - 3 | Emma Villas       | 23-25, 24-26, 25-21, 26-28        |
| 15ª giornata - 26 gennaio 2020 PalaBigi, Reggio Emilia            | Tricolore           | 1 - 3 | Lupi Santa Croce  | 21-25, 28-26, 24-26, 22-25        |
| 16ª giornata - 2 febbraio 2020 PalaParenti, Santa Croce sull'Arno | Lupi Santa Croce    | 3 - 1 | Atlantide Brescia | 25-21, 26-28, 25-18, 25-23        |
| 17ª giornata - 8 febbraio 2020 PalaCorigliano, Corigliano-Rossano | Rinascita Lagonegro | 0 - 3 | Lupi Santa Croce  | 16-25, 20-25, 18-25               |
| 18ª giornata - 15 febbraio 2020 PalaParini, Cantù                 | Libertas Brianza    | 1 - 3 | Lupi Santa Croce  | 25-19, 23-25, 20-25, 19-25        |
| 19ª giornata - 1º marzo 2020 PalaParenti, Santa Croce sull'Arno   | Lupi Santa Croce    | -     | Olimpia Bergamo   | annullata                         |
| 20ª giornata - 8 marzo 2020 Palasport Comunale, Ortona            | Impavida Ortona     | 1 - 3 | Lupi Santa Croce  | 23-25, 25-23, 15-25, 26-28        |
| 21ª giornata - 15 marzo 2020 PalaParenti, Santa Croce sull'Arno   | Lupi Santa Croce    | -     | New Mater         | annullata                         |
| 22ª giornata - 22 marzo 2020 PalaParenti, Santa Croce sull'Arno   | Lupi Santa Croce    | -     | Peimar            | annullata                         |

## Statistiche

### Statistiche di squadra
| Competizione | Punti | In casa | In casa | In casa | In trasferta | In trasferta | In trasferta | Totale | Totale | Totale |
| Competizione | Punti | G       | V       | P       | G            | V            | P            | G      | V      | P      |
| ------------ | ----- | ------- | ------- | ------- | ------------ | ------------ | ------------ | ------ | ------ | ------ |
| Serie A2     | 32    | 9       | 5       | 4       | 10           | 5            | 5            | 19     | 10     | 9      |
| Totale       | -     | 9       | 5       | 4       | 10           | 5            | 5            | 19     | 10     | 9      |

G = partite giocate; V = partite vinte; P = partite perse

### Statistiche dei giocatori
| Giocatore         | Serie A2 | Serie A2 | Serie A2 | Serie A2 | Serie A2 | Totale | Totale | Totale | Totale | Totale |
| Giocatore         | P        | PT       | AV       | MV       | BV       | P      | PT     | AV     | MV     | BV     |
| ----------------- | -------- | -------- | -------- | -------- | -------- | ------ | ------ | ------ | ------ | ------ |
| A. Acquarone      | 19       | 32       | 9        | 16       | 7        | 19     | 32     | 9      | 16     | 7      |
| A. Andreini       | 1        | 0        | 0        | 0        | 0        | 1      | 0      | 0      | 0      | 0      |
| F. Bargi          | 17       | 123      | 76       | 42       | 5        | 17     | 123    | 76     | 42     | 5      |
| D. Catania        | 19       | 0        | 0        | 0        | 0        | 19     | 0      | 0      | 0      | 0      |
| L. Colli          | 19       | 257      | 215      | 13       | 29       | 19     | 257    | 215    | 13     | 29     |
| L. Di Marco       | 9        | 0        | 0        | 0        | 0        | 9      | 0      | 0      | 0      | 0      |
| M. Krauchuk       | 11       | 147      | 123      | 15       | 9        | 11     | 147    | 123    | 15     | 9      |
| J. Larizza        | 19       | 156      | 108      | 41       | 7        | 19     | 156    | 108    | 41     | 7      |
| A. Lavanga        | 3        | 1        | 0        | 1        | 0        | 3      | 1      | 0      | 1      | 0      |
| M. Mannucci       | 0        | 0        | 0        | 0        | 0        | 0      | 0      | 0      | 0      | 0      |
| A. Marra          | 10       | 23       | 17       | 6        | 0        | 10     | 23     | 17     | 6      | 0      |
| A. Mazzon         | 17       | 57       | 46       | 10       | 1        | 17     | 57     | 46     | 10     | 1      |
| W. Padura         | 19       | 380      | 330      | 28       | 22       | 19     | 380    | 330    | 28     | 22     |
| R. Russomanno     | 4        | 25       | 21       | 2        | 2        | 4      | 25     | 21     | 2      | 2      |
| F. Turri Prosperi | 8        | 2        | 0        | 0        | 2        | 8      | 2      | 0      | 0      | 2      |

P = presenze; PT = punti totali; AV = attacchi vincenti; MV = muri vincenti; BV = battute vincenti